# Refuge Diavolezza
Pour les articles homonymes, voir Diavolezza.
Le refuge Diavolezza se situe en Haute-Engadine, dans le canton des Grisons. Bien qu'il soit situé à 2 972 m d'altitude, ce refuge fait aussi fonction d'hôtel pour les touristes. Le refuge est équipé de matelas, couvertures, d'un restaurant et il est chauffé. Pour se rendre au refuge, l'accès est simple ; il suffit de prendre le téléphérique qui amène directement au refuge ou de marcher depuis le col de la Bernina pendant environ trois heures. Il se situe entre le mont Pers et le piz Trovat. Du refuge on peut atteindre les sommets suivants :
- piz Arlas, 2 h ;
- piz Cambrena, 3 h 30 ;
- piz Palü, 4 h ;
- Bellavista, 4 h ;
- piz Zupò, 5 h ;
- piz Argient, 5 h ;
- Crast' Agüzza, 5 h 30 ;
- piz Bernina, 7 h.